# Битва при Лупии
Битва на реке Лупия произошла в 11 году до н. э. между римскими войсками во главе с Нероном Клавдием Друзом, римским полководцем, ранее совершившим первую морскую экспедицию Рима, достигшую дельты Рейна, и сигамбрами, племенем, жившем на срединных водах самого Рейна. Река Лупия, ныне Липпе, течёт на запад через Рурскую долину в Северном Рейне-Вестфалии. Друз форсипровал Рейн и разбил сигамбров наряду с другими германскими племенами: узипетами и танктерами. Друз дошел до Везургия и оттеснил варварские племена на запад от Рейна.
Битва являлась частью серии кампаний Октавиана Августа по завоеванию междуречья Рейна и Эльбы. Можно предположить, что сражение состоялось недалеко от города Люнен, северо-восточнее нынешнего Дюссельдорфа, так как именно там, у слияния Липпе и Альме, Друз поставил хорошо укрепленный каструм Обердан. Это укрепление занимало площадь примерно в 56 га, было обнесено V-образным рвом и земляным валом, достигавшим 5 метров в длину и имевшим несколько охранных деревянных башен. В ходе раскопок в каструме были найдены штаб, казармы и складские помещения; дендрохронологический анализ показал, что он был построен в конце осени 11 г. до н. э. После победы Друз повернул обратно, рассчитывая дойти до Рима к зиме, но помимо этого Дион Кассий сообщает, что Друз испугался «огромного роя пчёл, показавшегося в его лагере». На обратном пути германцы неоднократно совершали быстрые удары по римлянам из засад, но, единожды дав серьёзный бой в узком ущелье, были полностью разбиты: «но подвергся [по пути] великим опасностям. Ибо враги постоянно изматывали его засадами, а однажды едва не разгромили его армию, заперев её в узкой лощине и они бы полностью уничтожили [римлян], если бы не прониклись к ним презрением, посчитав, что они уже у них в руках и нужен один лишь последний удар, и не вступили в ближний бой, не выстроившись в боевые порядки. Потерпев из-за этого поражение, они больше не выказывали такой дерзости, но лишь слегка беспокоили римлян и не подходили близко, держась на расстоянии. Поэтому и Друз, в свою очередь, отнесся к ним с презрением и построил против них укрепление в том месте, где сливаются Лупия и Элисон, а также ещё одно в земле хатгов на берегу Рена» (Dio Cass. LIV. 33.). Чтобы задержать войско Друза, было решено[кем?] поставить один кастеллум на берегу Рейна и каструм у слияния Липпе и Альме, о котором говорилось ранее. Таким образом, в 11 г. до н. э. римские войска впервые пережидали зиму за Рейном.